# Sinebrychoff Challenge Cup

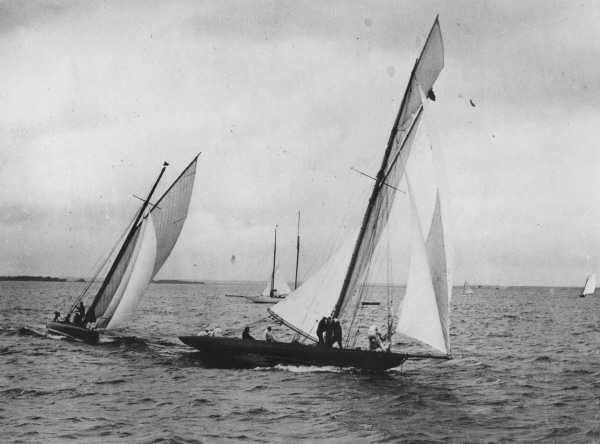
Die finnische Rarahu in Führung vor der schwedischen Yacht Blenda im Kampf um den Sinebrychoff Challenge Cup (Juli 1899)

Der Sinebrychoff Challenge Cup (auch Commodore Nicholas Sinebrychoff’s Challenge Cup) ist eine Segeltrophäe, die der finnlandschwedische Unternehmer Nicolas Sinebrychoff, aktiver Segler, Mitglied und Kommodore von Nyländska Jaktklubben, zu dem 25-jährigen Jubiläum seines Clubs im Jahr 1886 gestiftet hat.
Der Regattapreis war als wiederkehrender Herausforderungspokal (englisch Challenge Cup) ursprünglich für Yachten in der Größe von 4 bis 10 Tonnen Verdrängung zwischen Segelclubs aus dem Ostseeraum ausgeschrieben worden. Es ist eine permanente Wandertrophäe und eine der ältesten des Segelsports.

## Geschichte
Die Trophäe basiert auf einer Idee von Alexander Hintze, einem Mitglied von Nyländska Jaktklubben (NJK), dessen Ziel es war, das Niveau des finnischen Regattasegelsports zu verbessern. Sein Vorschlag war, internationale Regatten zu organisieren und um große Sieger-Pokale zu kämpfen. Dies führte zum Sportklubbens pokal und zum Sinebrychoff Challenge Cup.

### Der Pokal
Der Siegerpokal wurde von Oscar Kleineh entworfen und in St. Petersburg gefertigt. Der Pokal war zur damaligen Zeit sehr teuer mit 1250,00 Finnische Mark. Die Kosten wurden von Nicolas Sinebrychoff übernommen unter der Bedingung, dass die Trophäe seinen Namen trägt.

### Der Stifter
Nicolas Sinebrychoff (1856–1896) stammte aus der wohlhabenden Brauereifamilie Vesa und war seinerzeit eine der einflussreichsten Persönlichkeiten Helsinkis. Im Jahr 1885, im Alter von nur 28 Jahren, wurde er zum Kommodore von NJK gewählt. Im selben Jahr verlegte er den Standort des Vereins nach Valkosaari, wo der NJK noch heute aktiv ist. Bei den Feierlichkeiten zum 25-jährigen Jubiläum von NJK im Jahr 1886 überreichte er dem Club die nach ihm benannte Challenge-Trophäe.

### Die Entwicklung der Pokal-Regatta
Die Regeln des Herausforderungswettbewerbs Sinebrychoff’s Cup wurden von Alexander Hintze ausgearbeitet. Der Pokal ist eine Herausforderungs-Trophäe, bei der der Segelclub, der die Trophäe hält, jährlich von einem oder mehreren Clubs herausgefordert werden kann.
Der erste Herausforderer, Wiborgs Läns Segelförening, mit der Yacht Adèle, meldete sich erst 1888. Die Herausforderung wurde von den Mitgliedern von NJK begeistert aufgenommen. Sehr schnell wurde ein Syndikat gebildet, das beim schottischen Yachtkonstrukteur George Lennox Watson den Entwurf einer modernen Renn-Yacht in Auftrag gab. Das Ergebnis war Judith, die auf der Vereinswerft auf Valkosaari gebaut wurde. Die Yacht verteidigte erfolgreich den Sinebrychoff Challenge Cup und revolutionierte gleichzeitig die finnische Wahrnehmung vom Regattasegeln und von Rennyachten.
Nach der ersten Herausforderung folgten andere und die Trophäe wurde bald berühmt und Herausforderer investierten viel Geld in die Eroberung des Pokals. Insbesondere fanden mehrere harte Rennen zwischen dem NJK und Kungliga Svenska Segelsällskapet aus Schweden statt, beide vor Helsinki und Sandhamn in Schweden. Hintze hatte angeordnet, dass die Regatta auf 60 Meilen langen Kursen stattfinden sollte, aber im Laufe der Jahre wurden die Kurse verkürzt. Das erste schwedische Boot, das die Trophäe gewann, war Saga, entworfen von dem Yachtkonstrukteur Albert Andersson, die 1895 die finnische Miranda besiegte.
Um den Pokal hat es bislang 64 Wettbewerbe gegeben, mit Unterbrechungen nur in Kriegszeiten und durch Regeländerungen. In den Jahren 1888–1909 konkurrierten die Segelclubs mit Yachten unterschiedlicher Größe und in den Jahren 1911–1961 mit Yachten der 8-Meter-Klasse (8mR) gemäß der internationalen Meterformel.
In der Zeit von 1964 bis 1998 traten die Segelclubs mit Hochsee-Yachten nach der IOR-Regel mit Crews aus Hochseeseglern an, bis 1978 mit zwei Bootsclubteams nach dem Vorbild des Admiral’s Cup.
Seit 2004 treten sie mit Yachten der 6-Meter-Klasse (6mR) nach einem Herausforderungsformat an, das dem heutigen America’s Cup ähnelt.